# Carlos García-Bedoya
Pour les articles homonymes, voir Carlos García et García.
Carlos García-Bedoya Zapata (* Lima, 25 novembre 1925 - † Lima, 2 octobre 1980) est un diplomate péruvien.

## Biographie
Carlos García-Bedoya a été ministre des Affaires étrangères du Pérou de 2 février 1979 à 30 novembre 1979 (présidence d'Francisco Morales Bermúdez), ambassadeur du Pérou aux États-Unis de 1976 au 1er février 1979.